# علی یعقوبی
علی یعقوبی (زادهٔ ۱۳۳۳ در همدان) نمایندهٔ حوزهٔ انتخابیهٔ بهار و کبودرآهنگ در دورهٔ پنجم مجلس شورای اسلامی بوده‌است. وی پیش‌تر در دورهٔ چهارم نیز عضو این مجلس بود.